# Neomycin/polymyxin B/bacitracin
Neomycin/polymyxin B/bacitracin, còn được gọi là thuốc mỡ ba kháng sinh, là một loại thuốc dùng để cố gắng giảm nguy cơ nhiễm trùng sau chấn thương da nhỏ và điều trị nhiễm trùng mắt do vi khuẩn. Nó chứa ba loại kháng sinh neomycin, polymyxin B và bacitracin. Nó thường ít được ưa thích hơn bacitracin/polymyxin B.  Nó được áp dụng cho da hoặc sử dụng như thuốc nhỏ mắt.
Tác dụng phụ thường gặp bao gồm ngứa và phát ban da. Tác dụng phụ nghiêm trọng hơn có thể bao gồm mất thính lực. Sử dụng trong thai kỳ thường không được khuyến khích. Nó có phổ tương đối rộng, có hiệu quả chống lại cả vi khuẩn Gram âm và Gram dương.
Thuốc kết hợp này đã được chấp thuận cho sử dụng y tế tại Hoa Kỳ vào năm 1971. Nó có sẵn trên quầy ở Hoa Kỳ. Năm 2016, đây là loại thuốc được kê đơn nhiều thứ 81 tại Hoa Kỳ với hơn 9 triệu đơn thuốc. Nó được bán dưới tên Neosporin và các nhãn khác.

## Sử dụng trong y tế
Thuốc mỡ Neomycin / polymyxin B / bacitracin được báo cáo là một tác nhân tại chỗ an toàn và hiệu quả để ngăn ngừa nhiễm trùng trong chấn thương da nhỏ. Tuy nhiên, nó thường ít được ưa thích hơn bacitracin/polymyxin B do tác dụng phụ lớn hơn của nó.
Nó được sử dụng cho vết bỏng, vết trầy xước, vết cắt và nhiễm trùng da nhỏ. Thuốc mỡ này có hiệu quả nhất khi được áp dụng sau khi làm sạch khu vực bị ảnh hưởng.
Việc sử dụng neomycin / polymyxin B / bacitracin, làm giảm tỷ lệ nhiễm trùng trong các vết thương nhiễm bẩn nhỏ. Tuy nhiên, nếu vết thương là vô trùng, thì không có lợi ích so với xăng dầu (giả dược).

## Tác dụng phụ
Thuốc này chỉ được sử dụng bên ngoài và không nên được áp dụng gần màng nhầy như mắt hoặc miệng. Nó không được khuyến khích cho trẻ em dưới hai tuổi. Người dùng nên ngay lập tức tìm kiếm sự chăm sóc y tế nếu họ gặp phải phát ban, phát ban hoặc ngứa. Bất kỳ kích ứng da nào như đau, rát hoặc nứt da không có trước khi sử dụng thuốc mỡ đều phải được chăm sóc ngay lập tức.